# 637

## Събития
- Халиф Омар превзема столицата на Сасанидското царство, Ктезифон